# Romainville
Romainville (franskt uttal: [ʁɔmɛ̃vil]
 ( lyssna)) är en kommun i departementet Seine-Saint-Denis i regionen Île-de-France i norra Frankrike. Kommunen ligger i kantonen Bagnolet som tillhör arrondissementet Bobigny. År 2022 hade Romainville 35 314 invånare.
Kommunen är en av de östliga förorterna till Paris och ligger 7,2 kilometer från Paris centrum.

## Befolkningsutveckling
| Befolkningsutvecklingen i Romainville 1968–2021 | Befolkningsutvecklingen i Romainville 1968–2021 | Befolkningsutvecklingen i Romainville 1968–2021 | Befolkningsutvecklingen i Romainville 1968–2021 | Befolkningsutvecklingen i Romainville 1968–2021 |
| ----------------------------------------------- | ----------------------------------------------- | ----------------------------------------------- | ----------------------------------------------- | ----------------------------------------------- |
|                                                 |                                                 |                                                 |                                                 |                                                 |
| År                                              |                                                 |                                                 | Folkmängd                                       |                                                 |
| 1968                                            | 1968                                            |                                                 | 24 091                                          |                                                 |
| 1975                                            | 1975                                            |                                                 | 26 260                                          |                                                 |
| 1982                                            | 1982                                            |                                                 | 25 363                                          |                                                 |
| 1990                                            | 1990                                            |                                                 | 23 563                                          |                                                 |
| 1999                                            | 1999                                            |                                                 | 23 779                                          |                                                 |
| 2007                                            | 2007                                            |                                                 | 25 563                                          |                                                 |
| 2015                                            | 2015                                            |                                                 | 26 031                                          |                                                 |
| 2021                                            | 2021                                            |                                                 | 33 266                                          |                                                 |